# ウィリアム・カニンガム
ウィリアム・カニンガムあるいはケニンガム（William Cuningham / Kenningham, 1531年頃 - 1586年）は、イギリスの医師、占星術師、木版画職人。ケンブリッジ大学で学んだ後、1559年にハイデルベルク大学で医学博士号を取得した。

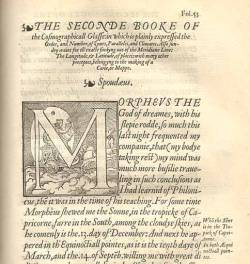
宇宙誌の鏡

主著は『宇宙誌、地理、海図作成、あるいは航海術に関する快い原理を含む宇宙誌の鏡 The cosmographical glasse conteinyng the pleasant principles of cosmographie, geographie, hydrographie, or nauigation』（ロンドン、1559年）で、これは1986年にファクシミリ復刻版が刊行されている。ほかにヒポクラテスに関する注釈書も出した。
また、占星術に基づき1年間の予測を述べた暦書を、1550年代から1560年代にかけて相次いで刊行した。そのうち少なくとも、1558年向け、1564年向け、1566年向けの3冊が現存している（メインタイトルはいずれも『新たなる暦と占筮 A new almanach and prognostication』）。彼の暦書はノストラダムスの暦書などとともに、ウィリアム・フルクによる批判の対象となった。